# وست‌لایف
وست‌لایف(به انگلیسی: Westlife) یک گروه مشهور ایرلندی است که در ۳ ژوئیه سال ۱۹۹۸میلادی، با ۵ نفر عضو به نام‌های شن فیلن، مارک فیلی، نیکی برن، کین ایگن و براین مک فدن به‌طور رسمی بنیان گذاشته شد. پس از جدا شدن برایان در مارس ۲۰۰۴، وست‌لایف تا سال ۲۰۱۲ میلادی به کار خود به‌طور رسمی ادامه داد. شن و مارک خواننده‌های اصلی گروه هستند.
وست لایف در تاریخ بریتانیا عنوان تنها گروهی را دارد که هر هفت تک‌آهنگ ابتدایی آن‌ها از آغاز فعالیتشان، به‌طور مستقیم عنوان «شماره یک» را در جدول از آن خود کرده‌است؛ آن‌ها با داشتن ۱۴ تک‌آهنگ شماره یک، پس از الویس پریسلی (۲۱ تک‌آهنگ NO۱)، بیتل‌ها (۱۴ تک‌آهنگ NO۱) و در کنار کلیف ریچارد، در تاریخ بریتانیا رکوردی دست نیافتنی را به نام خود ثبت کرده‌اند؛فروش جهانی آلبوم‌ها، ویدئوها و تک‌آهنگ‌های آن‌ها تاکنون از مرز ۵۰ میلیون نسخه گذشته‌است، پس از گروه‌هایی همچون بک‌استریت بویز، نیو کیدز آن د بلاک و انسینک، چهارمین گروه پسرانه هستند که پر فروش‌ترین آلبوم‌ها را داشته‌اند؛ در سال ۲۰۰۸ میلادی آن‌ها در فهرست مشهوران ثروتمند زیر ۳۰ سال ایرلند در ردهٔ نهم و در فهرست عمومی ردهٔ سیزدهم را ازآن خود کردند.
گروه همچنین موفق به شکستن رکوردهای دیگری نیز می‌باشد که از جمله آن‌ها می‌توان به جایزه بهترین خواننده، بیشترین تعداد تک‌آهنگ شماره یک و بیشترین فروش بلیط کنسرت در استادیوم آرنا اشاره کرد.
موسیقی وست لایف با گذشت سال‌ها، به تدریج از موسیقی پاپ نوجوانانه، به یک پاپ و رومنس تمام عیار تبدیل شده‌است ؛ تمام اعضای گروه ترانه‌نویس هستند و بسیاری از آهنگ‌های وستلایف توسط خودشان نوشته شده‌است، اما از میان ترانه نوسان مشهوری که با آن‌ها همکاری داشته‌اند می‌توان به استیو مک و وین هکتور اشاره کرد. در کنار وستلایف می‌توان از نام‌های بزرگی مانند سایمون کاول و لوئیس والش که مدیریت این گروه را بر عهده دارد نام برد؛ وستلایف تاکنون هشت تور برگزار کرده‌است.
این گروه در اول ژوئیه ،۲۰۰۸ دهمین سالگرد تولد خود را در کروک پارک شهر دابلین و با حضور بیش از ۸۵۰۰۰ نفر از طرفداران مشتاق خود برگزار کرد. مجله موسیقی هفته در سایت رسمی خود این تور را به عنوان پرفروش‌ترین کنسرت طی سال‌های ۲۰۰۵ تا ۲۰۰۸ معرفی کرد.
در سال ۲۰۰۹، نیکی برن و کین اگن پدر خود را از دست دادند و این گروه، در تور (2009)Where We Are خود آهنگ 'من تو را خوام دید'(I'll See You Again) از پدر این دو عضو یاد کردند. همچنین در آلبوم 'جاذبه'(Gravity)نیز آهنگی را به نام (Too Hard To Say Goodbye)را برای پدران خود خواندند.
وست لایف در سال ۲۰۱۰ در لیست سختکوش‌ترین هنرمندان موسیقی بریتانیا، رتبهٔ چهارم را از آن خود کردند.
متأسفانه، در ۱۹ اکتبر ۲۰۱۱، وست لایف به طرفداران خود اعلام کردند که پس از انتشار آلبوم Greatest Hits، که در۲۱ نوامبر ۲۰۱۱ منتشر شد، و پس از توری که در سال ۲۰۱۲ میلادی خواهند داشت، دیگر به کار خود ادامه نمی‌دهند.
مشهورترین آهنگ این آلبوم، آهنگ 'دنیای زیبا'(Beautiful World) است.

## تاریخچه
در ابتدا مارک، شین و کین، سه نفر از اعضای کنونی وستلایف به همراه سه دوست مدرسه‌ای خود به نام‌های درک، گراهام و میشل گروه موسیقی شش نفره‌ای به نام I.O.You را تشکیل دادند. مدیریت این گروه را مری مک دونا طراح رقص معروف به همراه دو مدیر غیررسمی دیگر بر عهده گرفتند. با انتشار اولین تک آهنگ آن‌ها با عنوان دختر با هم و برای همیشه Together Girl Forever، لویی والش مدیر گروه بویزون بوی‌زون تمایل نشان داد که نگاهی به کارهای آن‌ها انداخته و مدیریت برنامه‌هایشان را بر عهده بگیرد. آن‌ها پس از ملاقات با سایمون کاول که آن زمان یکی از مدیران شرکت Sony BMG بود، موفق شدند قرارداد ضبطی را با این شرکت و با نام جدید Westside ا امضاء کنند. در این زمان تغییری در گروه به وجود آمد: درک، گراهام و میشل بنا به تشخیص لویی والش که اصرار داشت گروه پنج نفره باشد، حذف شده و آزمون‌هایی برای گزینش دو عضو دیگر در دابلین برگزار شد. در طی این گزینش نیکی و برایان به عنوان اعضای دیگر گروه انتخاب شدند. رونن کیتینگ نیز از گروه بویزون به کادر مدیریتی گروه جدید پیوست. پس از آن به دلیل اینکه در آن زمان گروه‌های دیگری نیز با نام Westside فعالیت خود را آغاز کرده بودند، گروه مجدداً مجبور به تغییر نام دیگری شد. Westlife متولد شده بود. پس از آن بود که وستلایف اولین تک‌آهنگ خود به نام سوگند دوباره Swear it Again را در آسیا منتشر کرد.

## ۱۹۹۸–۲۰۰۲
وستلایف در سال ۱۹۹۸ در اولین اجرای خود بک استریت بویز و بویزون را در تورهایی در دابلین همراهی کرد. حضور آن‌ها در این تورها به قدری چشمگیر بود که توانستند بر طبق آراء جایزه بهترین گروه جدید را از آن خود کنند.
در ماه مارس سال ۱۹۹۸، آهنگ سوگند دوباره به عنوان اولین تک‌آهنگ رسمی گروه منتشر شد که به مدت دو هفته، رتبه اول جدول آهنگ‌های برتر ایرلند و بریتانیا را در اختیار داشت. دومین تک آهنگ آن‌ها به نام اگر بگزارم بروی (If I Let You Go) نیز در ماه اوت همان سال منتشر شد. پس از آن در اکتبر همان سال انتشار آهنگ پرواز بدون بال (Flying Without Wings) بود که در میان تحسین همگان و استقبالی فوق‌العاده، جایزه رکورد سال (Record of the Year)را برای وستلایف به همراه داشت. همچنین این آهنگ به عنوان موسیقی متن، در فیلم انیمیشن Pokemon ۲۰۰۰ محصولی از کمپانی برادران وارنر نیز قرار گرفت.
اولین آلبوم آن‌ها که وستلایف نام داشت در نوامبر سال ۱۹۹۹ منتشر شده و در جدول بریتانیا به رتبهٔ دوم دست یافت. این تنها آلبوم وستلایف است که هرگز نتوانست به مقام اول جدول بریتانیا دست یابد. در دسامبر ۱۹۹۹ کار دولبهٔ آن‌ها رؤیایی دارم/ فصل‌ها در خورشید(Have A Dream/Seasons In The Son)انتشار یافت که پس از پشت سر گذاشتن آهنگ کلیف ریچارد به نام The Millennium Prayer، به عنوان تک‌آهنگ شماره یک کریسمس ۱۹۹۹ بریتانیا انتخاب شد. آهنگ رؤیایی دارم، همچنین، جایزه صلح نوبل از طرف سازمان جهانی یونیسف را برای گروه به همراه داشت. پنجمین و آخرین تک‌آهنگ این آلبوم به نام فریب دوباره (Fool Again) نیز بلافاصله پس از انتشار، به مقام شماره یک جدول بریتانیا دست یافت. پس از آن گروه توری در اروپا و آسیا برپا کرده و تبلیغات برای آلبوم جدیدشان را آغاز کردند.
دومین آلبوم، ساحل به ساحل (Coast To Coast) که یک سال بعد منتشر شد توانست پس از کنار زدن آلبوم گروه اسپایس گرلز به نام Forever صدر جدول را از آن خود کند. ساحل به ساحل در فهرست پرفروش ترین‌های آلبوم‌های بریتانیا در مکان چهارم قرارداشته و همچنین پرفروش‌ترین آلبوم وست لایف تاکنون می‌باشد. اولین تک آهنگ منتشر شده از این آلبوم هم‌خوانی آهنگ برخلاف همهٔ انتظارها (Against All Odds) به همراه ماریا کری ماریا کری بود؛ بازخوانی آهنگی کلاسیک از فیل کالینزPill Collins به همین نام که در بریتانیا به عنوان شماره یک دست یافت. همچنین تک‌آهنگ این آلبوم عشق من (My Love) بودکه علاوه بر شماره یک شدن در جدول بریتانیا، جایزه رکورد سال را برای گروه به همراه داشت. بدین ترتیب هر هفت تک‌آهنگ منتشر شده آن‌ها از زمان فعالیتشان به عنوان آهنگ شماره یک بریتانیا انتخاب شده بود که وستلایف توانست پس از پشت سر گذاشتن بیتل‌ها، رکوردی باورنکردنی را در تاریخ موسیقی دنیا به ثبت برساند.
در دسامبر ۲۰۰۰ تک‌آهنگ چه چیز آدمی را می‌سازد (What Makes A Man) نتوانست عنوان شماره یک را از آن خود کند و آهنگ Can We Fix It از Bob The Builder بود که توانست عنوان تک‌آهنگ شماره یک کریسمس سال را کسب کند. تک‌آهنگ‌های عشقم را در وجودت می‌نهم (I Lay My Love On You) و وقتی که آنگونه می‌نگری (When You Looking Like That) گرچه در بریتانیا موفق به کسب عنوانی نشده، اما در خارج از مرزهای بریتانیا استقبال قابل توجی را کسب کردند. در سال ۲۰۰۱ وستلایف اولین تور جهانی خود به نام جایی که رؤیاها به حقیقت می‌پیوندند (Where Dreams Come True) را برپا کردند. با این تور بود که گروه توانست با اجرایی فوق‌العاده، نام خود را به عنوان گروهی موفق در جهان به ثبت برساند. در نوامبر ۲۰۰۱ سومین آلبوم آن‌ها با نام دنیای متعلق به خودمان (World of Our Own) منتشر شد. تک‌آهنگ‌های دختر بالاشهری (Uptown Girl)، ملکهٔ قلب من (Queen of My Hear) و دنیای متعلق به خودمان (World of Our Own)، از این آلبوم همگی به عنوان شماره یک دست یافتند. تک آهنگ برقص برقص عزیزم(Bop Bop Baby) تنها به عنوان شماره ۵ جدول بهترین‌ها بسنده کرد. در همین هنگام وستلایف در تدارک دومین تور جهانی خود بود: World of Our Own Tour

## ۲۰۰۲–۲۰۰۴
در سال ۲۰۰۲ وستلایف یازدهمین تک‌آهنگ شماره یک خود به نام شکست ناپذیر (Unbreakable) را منتشر کرد.
در ماه نوامبر و در میان شایعاتی مبنی از از هم پاشیدن گروه، وستلایف اولین آلبوم بهترین‌های خود را با نام شکست ناپذیر - بهترین‌ها (Unbreakabe – The Greatest Hits Vol1) منتشر ساخت که مستقیم به صدر جدول بریتانیا راه یافت. پس از آن آهنگ دو لبهٔ امشب/شب‌های دلتنگی تو (Tonight/Miss You Nights) انتشار یافت که تنها توانست رتبهٔ سوم جدول را بدست آورد. در همین زمان فیلمی تلویزیونی به نام وستلایف وحشی (Wild Westlife) به کارگردانی یان مک دانلد و با حضور اعضای گروه ساخته شد که در آن به موضوع زندگی حرفه‌ای و خصوصی وستلایف قبل از برگزاری کنسرت پرداخته بود. The Greatest Hits سومین تور جهانی وستلایف را در حالی برپا شد که شایعات مبنی بر جداشدن گروه به اوج خود رسیده بود.
در سپتامبر ۲۰۰۳ تک آهنگ Hey Whatever در بریتانیا منتشر شد که به رتبهٔ چهارم جدول دست یافت. آلبوم بازگشت (Turnaround)، چهارمین آلبوم گروه که در ماه نوامبر منتشر شد نیز به عنوان شماره یک انتخاب شد. تک‌آهنگ این آلبوم به نام مندی (Mandy)در ماه نوامبر منتشر شد که حاصل آن سومین جایزه رکورد سال در طول ۵ سال فعالیت برای وستلایف بود. مندی همچنین در طول تاریخ رکوردار صعود از جایگاه ۲۰۰ به جایگاه ۱ جدول بریتانیا می‌باشد. آخرین تک آهنگ این آلبوم به نام آشکارا(Obvious)پس از انتشار توانست در ردهٔ چهارم جدول قرار گیرد.
در ۹ مارس ۲۰۰۴، تنها سه هفته قبل از برپایی چهارمین تور جهانی وستلایف، برایان مک فادن طی جلسه‌ای با حضور اعضای گروه و اجتماع بسیاری از خبرنگاران و مطبوعات، جدایی خود را از وستلایف به‌طور رسمی اعلام کرد. برایان در مصاحبه با خبرگزاری‌ها علت ترک گروه را، تنها برای گذراندن وقت بیشتری با خانواده اش بیان کرد. آخرین اجرای برایان به همراه وستلایف مربوط می‌شود به تاریخ ۲۷ فوریه ۲۰۰۴ در کلوپ شبانه Tyne's Powerhouse نیوکاسل. برایان پس از جدایی از وستلایف، اولین کار مستقل خود با نام حقیقت من(Real To Me)که توانست در جایگاه نخست جدول قرار گیرد. پس از ان اولین آلبوم او با نام پسر ایرلندی (Irish Son)، با همکاری شرکت سونی منتشر شد.

## ۲۰۰۴ – ۲۰۰۹
تور جهانی Turnaround، یک ماه پس از جدایی برایان برپا شد. اجرای زنده آهنگ پرواز بدون بال در این تور، رکورددار بیشترین تعداد دانلود در طول تاریخ می‌باشد. پس از آن آلبوم اقتباسی با اجازه از فرانک (Allow Use To Be Frank) که یادبودی بود برای فرانک سیناترا، بدون هیچ تک آهنگی منتشر شد. تمامی ترک‌های این آلبوم به سبک موسیقی کلاسیک ده‌های ۶۰ و ۷۰ بوده و اصل بیشتر آهنگ‌ها متعلق به فرانک سیناترا و به سبک دین مارتین می‌باشد. موزیک ویدئوهایAin't That A Kick In The Head, Smile و مرا به ماه پرواز ده نیز همگی به سبک کلاسیک آن دوران می‌باشند. سپس وستلایف در برنامهٔ ویژهٔ X Factor، آهنگ The Way You Look Tonight را با همراهی جوان هایندلی (Joanne Hindley) اجرا کرد. در این ویژه برنامه به غیر از وستلایف و جوان، کیتی پریس (مدل) (Katie Price)، دایدو و کوین اسپیسی نیز حضور داشتند.
پس از چهار ماه دوری از صحنه‌ها، وستلایف تور اروپایی خود با نام The Number Ones Tour را برپا کرد.
در سال ۲۰۰۵، گروه با تک‌آهنگ مرا برانگیز (You Raise Me Up) از آلبوم رودررو (Face To Face)دوباره به دنیای موسیقی بازگشت. در نوامبر ۲۰۰۵، طی یک رکورد شکنی بی نظیر، هردوی تک‌آهنگ و آلبوم منتشر شده، هم‌زمان در صدر جدول برترین‌ها قرار گرفتند. آهنگ You Raise Me Upعلاوه بر کسب عنوان شماره یک، چهارمین جایزهٔ رکورد سال را نیز برای گروه به همراه داشت. همخوانی آهنگ وقتی که می‌گویی دوستم داری (When You Tell Me That You Love Me) به همراه دایانا راس دایانا راس، به عنوان دومین تک آهنگ این آلبوم توانست در جایگاه دوم جدول قرارگیرد. سومین تک آهنگ این آلبوم با نام شگفت‌انگیز (Amazing)، عنوان چهارم جدول پرفروش‌ترین تک‌آهنگ‌های تاریخ را دارد. پس از آن وستلایف تور جهانی Face To Face را با سفر به ایرلند، بریتانیا، استرالیا و آسیا آغاز کرد.
در سال ۲۰۰۶ گروه پنجمین قرارداد خود را با شرکت Sony BMG، برای آلبوم هشتم خود به ثبت رساند. آلبوم جدید، آلبوم عشق (The Love Album) نام داشت که مجموعه‌ای بود از بهترین و ماندگارترین آهنگ‌های عاشقانه تاریخ و توانست در هفتهٔ اول انتشار مقام اول را از آن خود کند. اولین تک آهنگ این آلبوم به نام رز (The Rose)، بارخوانی اثر کلاسیک بت میدلر، چهاردهمین تک آهنگ شماره یک وستلایف می‌باشد. در این زمان بود که نام وستلایف با داشتن ۱۴ آهنگ شماره یک، به همراه کلایف ریچارد، بیتلز و الویس در جدول رکورد برترین‌های بریتانیا قرار گرفت.
هشتمین تور جهانی وستلایف به نام The Love از استرالیا آغاز و در اروپا و آفریقای جنوبی ادامه پیدا کرد. گروه آخرین کنسرت خود را در سال ۲۰۰۷، در بیتز پارک انگلیس برپا کرد. در نوامبر همان سال نهمین آلبوم گروه به نام (Back Home) منتشر و علاوه بر شماره یک شدن در جدول، پرفروش‌ترین آلبوم سال ۲۰۰۷ بریتانیا لقب گرفت. بازخوانی آهنگ مایکل بوبله به نام خانه (Home)، به عنوان اولین تک‌آهنگ این آلبوم، پس از انتشار در ردهٔ سوم جدول قرار گرفت. اجرای زندهٔ آهنگ قبلاً آنجا بودم (I'm Already There) از این آلبوم در برنامه ایکس فاکتور، رتبهٔ بیشترین تعداد دانلود تاریخ این برنامه را دارا می‌باشد.
در تاریخ ۱۵ دسامبر ۲۰۰۷، گروه در برنامه‌ای به نام The Westlife Show حضور و ۱۰ آهنگ منتخب خود را طبق رأی طرفداران اجرا کردند. سپس تک‌آهنگ ما برخلاف دنیا (Us Against The World) از این آلبوم منتشر و در ردیف هشتم جدول قرارگرفته، که پایین‌ترین رتبه را از بین تک‌آهنگ‌های وستلایف دارا می‌باشد.
در ۲۵ فوریه ۲۰۰۸ گروه تور Back Home را آغاز کرد. در پی این تور بود که وستلایف برای اولین بار در زلاندنو به اجرای کنسرت پرداخت.
به مناسبت دهمین سال تولد وستلایف، گروه در استادیوم کروک پارک شهر دابلین که چهارمین استادیوم بزرگ دنیا محسوب می‌شود، به روی صحنه رفته و کنسرت ویژه‌ای را با حضور بیش از ۸۵۰۰۰ نفر از طرفداران خود اجرا کردند. در این تور شین وارد نیز به عنوان خواننده مهمان حضور داشت. در این کنسرت گروه اعلام کرد که در سال ۲۰۰۸ آلبومی نخواهند داشت و پس از تور Back Home به مدت یک سال از دنیای موسیقی فاصله خواهند گرفت. همچنین گفته شد که وستلایف در این یک سال بی‌کار نمانده و درتدارک نهمین آلبوم خود خواهد بود.
در ماه جون ۲۰۰۸ کتاب خاطرات وستلایف با نام قصهٔ ما Westlife - Our Story منتشر شد که در آن اعضای گروه گزیده‌ای از خاطرات خود را در طول ۱۰ سال بودن در وستلایف بازگو کردند. هر کدام از اعضای گروه برای نوشتن این کتاب ۳ ماه وقت صرف کردند.
در ۲۴ نوامبر همان سال نسخهٔ دی وی دی کنسرت کروک پارک با نام ۱۰ Years Of Westlife - Live at Croke Park Stadium منتشر کرد که توانست در چارت‌های بیشماری از جمله بریتانیا، ایرلند، آفریقای جنوبی، هنگ کنگ و زلاندنو عنوان شماره یک را کسب کند.
در ۱۳ دسامبر ۲۰۰۸ و پس از مدتی غیبت از صحنه، وستلایف در برنامه X Factor حضور پیدا کرده و آهنگ پرواز بدون بال را با معرفی گروه JLS اجرا کردند. شن و نیکی مصاحبه‌ای را به همراه رونن کیتینگ و استفن گتلی از گروه بویزن، تحت عنوان Xtra Factor انجام داده و همچنین JLS آهنگ I'm Already There از وستلایف را اجرا کرد.
قبل از کریسمس ۲۰۰۸، در سایت رسمی وستلایف نامه‌ای از طرف اعضای گروه قرار گرفته و آن‌ها عنوان کردند که در سال ۲۰۰۹ وستلایف همچنان به فعالیت‌های خود ادامه داده و شایعات مبنی بر از هم پاشیدن گروه را رد کردند. در همین زمان شایعاتی جدی مبنی بر همکاری لئونا لوییس و بریتنی اسپیرز در آلبوم جدید وستلایف شنیده می‌شد که گروه در خصوص رد یا تأیید این موارد سکوت کرد.
در ۱۸ مارس ۲۰۰۸، گروه موفق به کسب جایزهٔ بهترین گروه سال در Meteor Awards ۲۰۰۹ شد. در ماه می‌نسخهٔ جدید Westlife - Our Story منتشر و بخش‌هایی از جمله تور کروک پارک به کتاب اضافه شد.

## ۲۰۰۹ – تاکنون
پس از یک سال دوری از محافل، لویی والش اعلام کرد که وستلایف در ژانویه ۲۰۰۹ فعالیت خود را در حیطه موسیقی از سر خواهد گرفت. او همچنین خبر ملحق شدن سایمون کاول به تیم مدیریتی وستلایف را نیز فاش کرد.
طبق گفته‌های اعضای گروه، وستلایف برای سال جدید در تدارک کنسرتها و تورهای متعددی است که شامل دو برنامه در کروک پارک نیز می‌باشد. در مجموع کنسرتهای وستلایف در سال ۲۰۱۰ به تعداد ۷۰ برنامه تأیید شده‌است.
همچنین گفته شده که گروه جی‌ال‌اس (گروه)، وستلایف را در تور where we are همراهی خواهد کرد.
کار ضبط آلبوم جدید گروه از اول ژوئیه ۲۰۰۹ آغاز شد. افرادی از جمله کریس مارتین از گروه کلدپلی و رایان تدر از گروه وان‌ریپابلیک نیز در این آلبوم جهت آهنگسازی به تیم ضبط پیوستند. همچنین AJ از Backstreet Boys نیز در قطعه‌ای به نام سایه‌ها (Shadows) با گروه همکاری داشته‌است. این آلبوم با نام جایی که ما هستیم (Where We Are) در تاریخ ۳۰ نوامبر ۲۰۰۹ منتشر شد که توانست در چارت‌های بریتانیا و ایرلند، در مقام دوم قرار گیرد. تک‌آهنگ این آلبوم با نام حالا چی (What About Now) قبلاً در تاریخ ۲۳ اکتبر منتشر شده بود که این تک‌آهنگ نیز در رده دوم جدول بریتانیا و ایرلند قرار گرفت.
وستلایف در همکاری مجدد خود با ماریا کری، ذر تک آهنگ جدید وی با نام هم‌اکنون مرا بخوان (Call Me Now) که تنها در بریتانیا منتشر شد نیز همخوانی داشتند.
در مارس ۲۰۱۱، وست لایف اعلام کرد که پس از ۱۳ سال همکاری، دیگر با سایمون کاول همکاری نمی‌کند. همچنین اعلام کرد که بهتر است دومین تک‌آهنگ آلبوم Gravity منتشر نشود. نیکی برن در مورد جداشدن گروه از سایمون گفت:ما در سال ۱۹۹۸ با سایمون همکاری داشتیم و او واقعاً عالی بود! اما پس از برنامه‌های X Foctor و American Idol سایمون خیلی معروف شد و کارها و سرگرمی‌های بیشتر و مهمتری از وست لایف داشت. '
در سال ۲۰۱۱، این گروه تک‌آهنگی را به نام 'Light House'منتشر کردند. در اکتبر ۲۰۱۱، یکی از روزنامه‌های محلی ایرلند منتشر کرد که برایان مک فادن، عضو پیشین وست لایف، تصمیم گرفته دوباره به گروه بازگردد. کین اگن این خبر را شایعه اعلام کرد و گفت:خبری که برایان به گروه بازمی‌گردد درست نیست. خیلی وقت است که ما فقط ۴نفر هستیم. ما برایان را دوست داریم و حضورش را دوست داریم، البته فقط در اجراهای تلویزیونی.

## آلبوم‌شناسی
- Westlife - 1999
- Coast to Coast - 2000
- World of Our Own - 2001
- Unbreakable - The Greatest Hits Vol. 1 - 2002
- Turnaround - 2003
- Allow Us to Be Frank - 2004
- Face to Face - 2005
- The Love Album - 2006
- Back Home - 2007
- Where We Are - 2009
- Gravity - 2010